# Cyril Alden
Pour les articles homonymes, voir Alden.
Cyril Alden (né le 6 novembre 1887 à Bermondsey et mort le 25 juin 1965 à Shipdham) est un coureur cycliste britannique. Il a disputé les Jeux olympiques de 1920 à Anvers et de 1924 à Paris et y a remporté trois médailles d'argent : deux fois aux 50 km, et en poursuite par équipes en 1920.

## Palmarès

### Jeux olympiques
- Anvers 1920
  -  Médaillé d'argent du 50 km
  -  Médaillé d'argent de la poursuite par équipes
  - 4e du tandem
- Paris 1924
  -  Médaillé d'argent du 50 km